# Michael Barff
Michael Barff (* 8. Juli 1911 in Rosenau, Königreich Rumänien; † unbekannt) war zur Zeit des Nationalsozialismus SS-Sturmmann und Wächter in mehreren Konzentrationslagern. Dazu zählten das KZ-Außenlager Radom, das KZ-Außenlager Vaihingen/Enz, das KZ-Außenlager Neckargartach und das KZ Dachau. 

## Leben
Michael Barff wohnte nach dem Krieg unweit des ehemaligen KZ Neckargartach. Er wurde am 22. November 1946 von der Amerikanischen Besatzungszone wegen Misshandlung, Folterung, Plünderung und Mord an polnischen Bürgern den französischen Besatzern übergeben. In den    Rastatter Prozessen wies er als Angeklagter Nr. 46 die Verantwortung für Grausamkeiten von sich, wurde jedoch zu vier Jahren Haft verurteilt. Barff saß im Kriegsverbrechergefängnis Wittlich ein, aus dem er im Rahmen einer Weihnachtsamnestie am 16. Dezember 1949 entlassen wurde.

## Veröffentlichungen
- Die Volksnot der Deutschen in Südosteuropa. In: Südostdeutsche Vierteljahresblätter. Südostdeutsches Kulturwerk, München, 1/1975, Band 24, Ausgaben 2–4, S. 7–11